# Slobozia, Moldova
Slobozia (rusă Слободзея, transliterat: Slobodzeia) este un oraș al Republicii Moldova, reședința raionului Slobozia din Stînga Nistrului.
Orașul a fost creat din contopirea a două foste localități mai mici: Slobozia Moldovenească (în nord) și Slobozia Rusească (în sud).

## Demografie
Conform recensământului sovietic din anul 1939, populația localității era de 12.041 locuitori, dintre care 5.286 (43,9%) moldoveni (români), 4.908 (40,76%) ruși și 1.649 (13,69%) ucrainieni.
Conform recensământului din 1989 (ultimul recensământ înaintea conflictului din Transnistria) orașul avea o populație de 18.748 locuitori, din care 47% moldoveni (români), 40% ruși și 11% ucraineni.
Conform recensământului neoficial din anul 2004, populația localității era de 16.062 locuitori, dintre care 7.315 (45,54%) moldoveni (români), 1.696 (10,55%) ucraineni si 6.507 (40,51%) ruși.

## Personalități

### Născuți în Slobozia
- Andrei Grecul (1919–1983), om de stat, politician și profesor sovietico-moldovean
- Vladimir Țurcan (n. 1954), general-maior de poliție și politician moldovean
- Vitali Neagu (n. 1976), politician rebel moldovean din Transnistria
- Iosif Maslennikov (n. 1978), episcop ortodox ucrainean

## Galerie de imagini

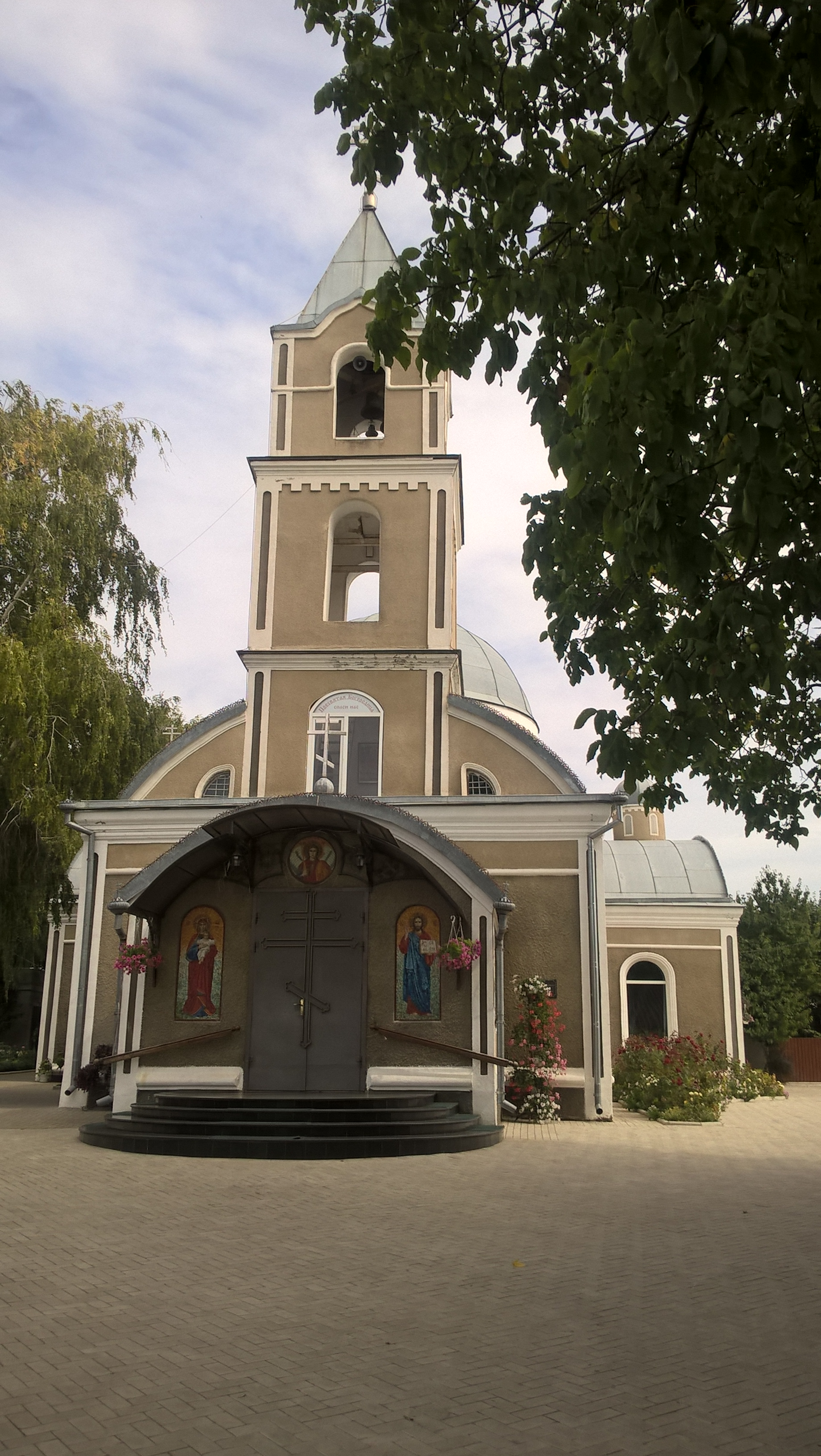
Biserica localității
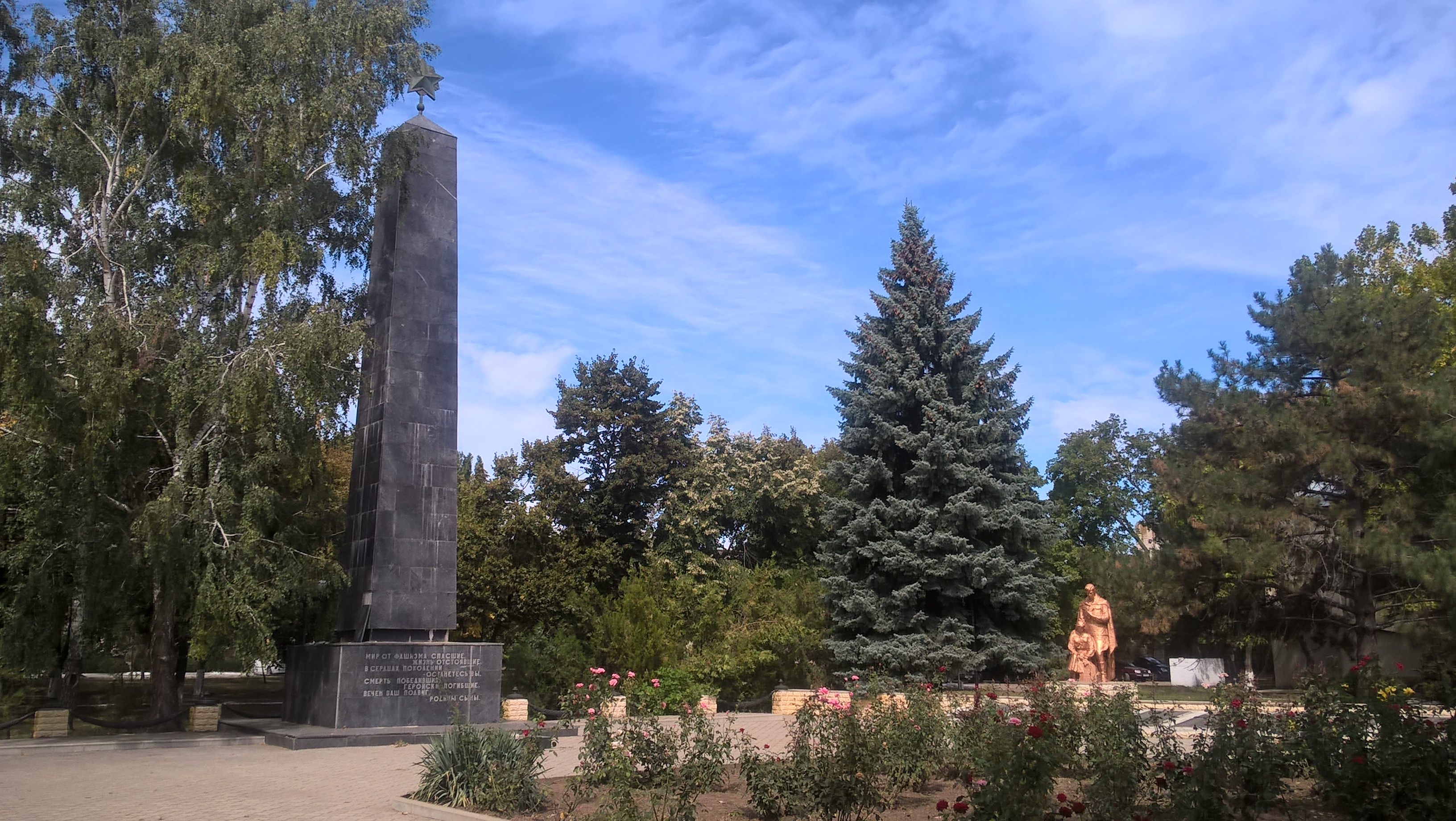
Memorialul celui de-al doilea război mondial
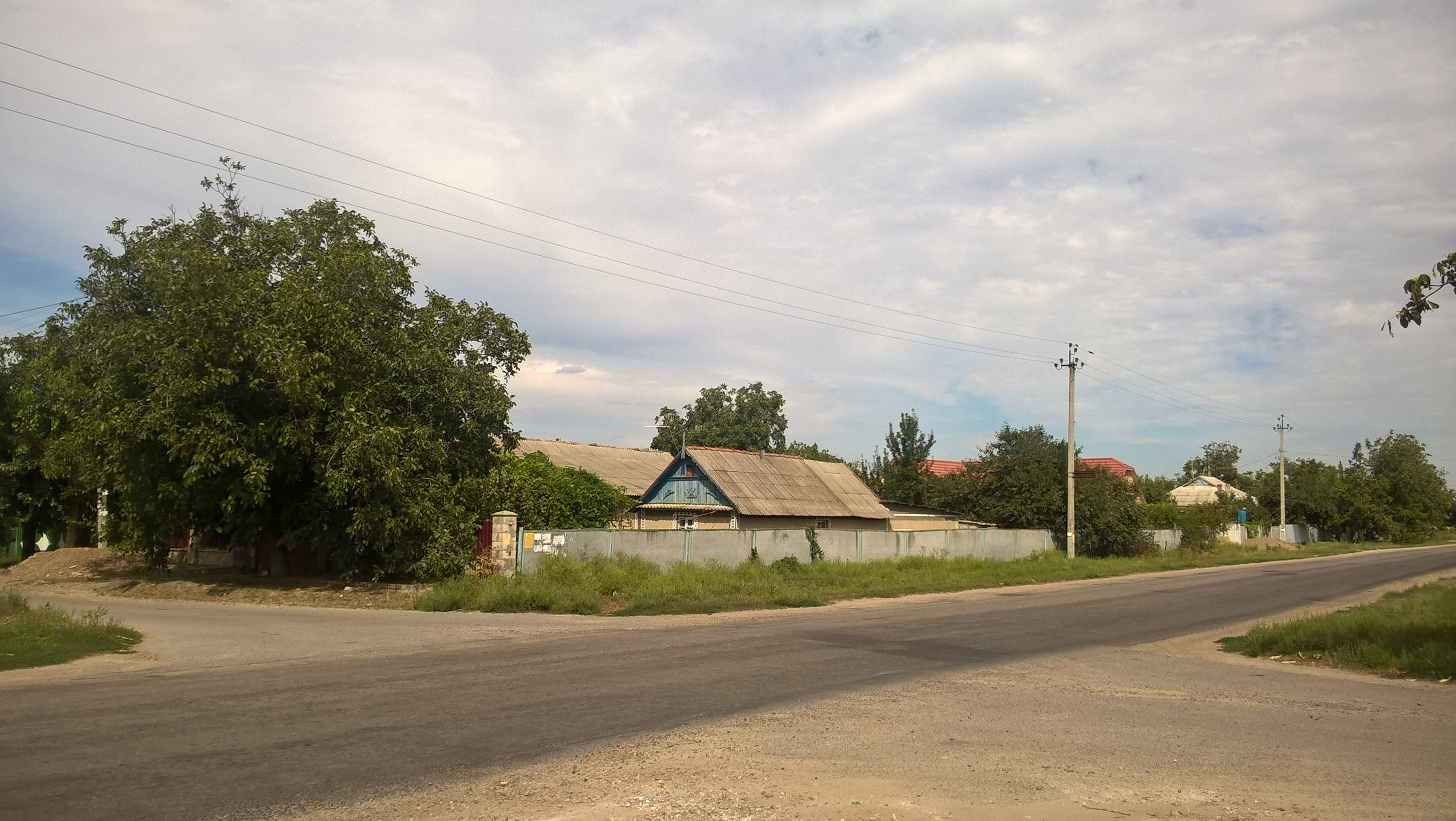
Locuințe din Slobozia